# Accordeonconcert
Een accordeonconcert is een concerto voor solo-accordeon en symfonieorkest of kamerorkest.

## Geschiedenis
Het accordeonconcert is ontstaan in de 20e eeuw, naar voorbeeld van het pianoconcert en het vioolconcert, varianten van het soloconcerto met een veel langere traditie. Het instrument accordeon werd in de 20e eeuw verder doorontwikkeld tot een volwaardig concertinstrument, waardoor meer componisten geïnteresseerd raakten in het componeren van muziek voor accordeon en orkest.
In 1937 werd het eerste concerto voor accordeon en orkest geschreven door Feodosiy Rubtsov (1904–1986) en uitgevoerd door Pavel Gvozdev in de Hall of the Leningrad Philharmonic.
In Duitsland werden de eerste concerten geschreven door Hugo Herrmann in 1940, Fred Malige in 1942 en Hermann Zilcher in 1947. In 1941 schreef de Amerikaanse accordeonist Anthony Galla-Rini zijn Concerto no. 1, in hetzelfde jaar bracht de Amerikaanse accordeonist Andy Arcari zijn Concerto in D minor in première. In Tsjechië componeerde Emil František Burian in 1949 al een accordeonconcert, geïnspireerd door de Tsjechische accordeonist Milan Bláha.
Een belangrijke pionier was de Deense accordeonist Mogens Ellegaard. Hij werkte onder andere samen met de Deense componist Ole Schmidt. Een mijlpaal was diens compositie Symphonic Fantasy and Allegro op. 20 uit 1958. Andere Scandinavische componisten als Torbjörn Lundquist, Niels Viggo Bentzon (1963), Per Nørgård (1968) volgden. Het beroemde concert "Spur" van Arne Nordheim ging in 1975 in première.
In 1959 schreef de Tsjechische componist Václav Trojan "Pohádky" (Sprookjes), dat nog steeds regelmatig wordt gespeeld en in 2013 werd opgenomen op CD door Ksenija Sidorova. In Amerika werden in de zestiger jaren concerten geschreven door onder meer Alan Hovhaness, Henry Cowell, Roy Harris, Carmelo Pino, Paul Creston, John Serry Sr. en Carmine Coppola. In 1962 ontstond in Frankrijk het concert van Jean Wiener.
Ook in Nederland werden in die tijd accordeonconcerten geschreven, door Jan van Dijk in 1960 en Herman Strategier in 1969. Hun voorbeeld werd later gevolgd door John Holvast (1972), Bernard van Beurden (1976), Jurriaan Andriessen (1978), Cor de Groot (1978), Willem Strietman (1984), Jan Masséus (1984), Wim de Ruiter (1988), Tera de Marez Oyens (1992), Tristan Keuris (1995) en Antoine Beuger (1998). Recente Nederlandse concerten voor accordeon zijn van Huub de Vriend (2005), Hanna Kulenty (2011), Janco Verduin (2012) Willem Jeths (2019) en Mathilde Wantenaar (2023).
Belgische concerten voor accordeon werden geschreven door Dirk D'Ase (1993), Jacqueline Fontyn (1995), Raoul de Smet (2000) en Jean-Marie Rens (2011)
Dankzij de inspanningen van verschillende accordeonisten als Friedrich Lips (Rusland), Joseph Macerollo (Canada), Geir Draugsvoll (Scandinavië), Stefan Hussong (Duitsland), Mie Miki en Teodoro Anzellotti werd en wordt het repertoire in de jaren daarna uitgebreid tot meer dan tweehonderd accordeonconcerten. Door toonaangevende componisten als Sofia Goebaidoelina, Giya Kancheli, Jukka Tiensuu, Kalevi Aho en Toshio Hosokawa zijn accordeonconcerten gecomponeerd.
Accordeoniste Viviane Chassot bracht in respectievelijk 2017 en 2019 CD's uit met pianoconcerten van Joseph Haydn * Accordeonconcert op YouTube en Wolfgang Amadeus Mozart * Accordeonconcert op YouTube, waarin zij de pianosolo's op accordeon speelt. 
In 2020 bracht Nikola Djoric een opname uit met het het klavecimbelconcert in d mineur van J.S. Bach BWV 1052, hij speelt de klavecimbelsolo op accordeon.